# Поршни

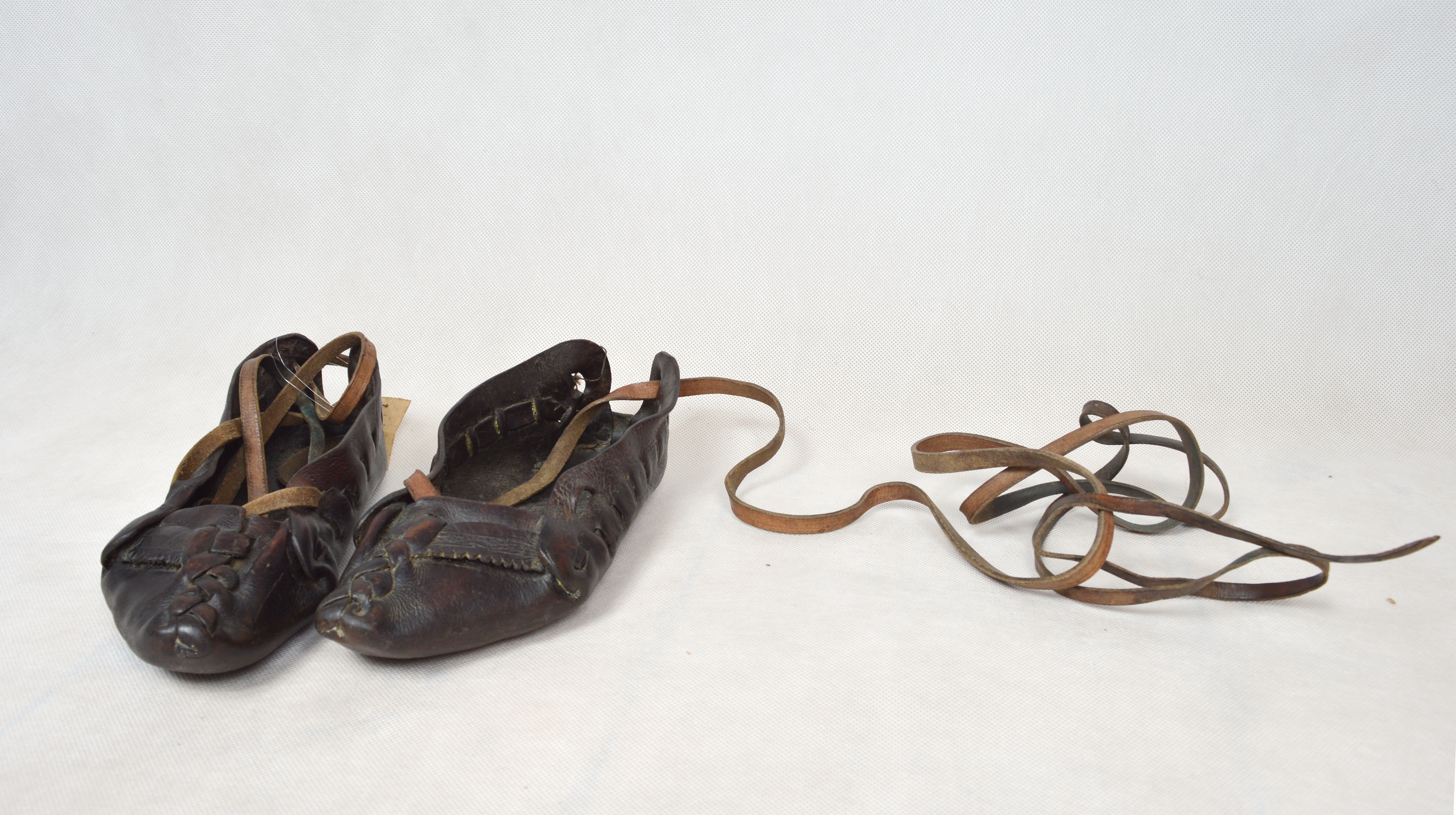
Чешские поршни «керпцы», начало XIX века

По́ршни (ед. ч. поршень) или посто́лы — простейшая старинная кожаная обувь у славян. Представляет собой обувь в виде лаптя, сделанную из плоского куска дублёной, сыромятной или сырой кожи, стянутой на стопе ремешком, продетым через множество отверстий по краю. Подобная обувь также была широко распространена среди других народов Европы и Азии. Некоторое применение она имела и в Северной Америке. Поршни обыкновенно надевались на длинные шерстяные чулки.

## Названия
В России в старину в различных диалектах имелись и другие названия для поршней: порушень, порошень, мо́ршни (из-за складок, морщин), ню́рики, а также украинские постоли. У других славянских народов это были krpce (чешский, словацкий), kierpce (польский).
По мнению А. И. Соболевского (1914 год), слово «поршни» происходит из порчни от др.-рус. пъртъ — «лоскут». И. С. Вахрос (1959) оспаривает этимологию Соболевского и сближает поршень, др.-рус. поръшьнь, мн. поръшьни с русским диалектным порхлый  — «порошливый, рыхлый, мягкий», поскольку такова была кожа, из которой они делались, откуда реконструирует ст.‑слав. *пършьнь. В Древней Руси такая обувка называлась прабошни черевьи или черевья, а в Российской империи также была известна как порушни, постолы, кожанцы, калиги.
Одно из письменных упоминаний имеется в Лаврентьевской летописи под 1074 годом, посвящённое черноризцу Исакию: «И на заутренюю ходя преже всихъ, и стояше крѣпко и неподвижно. Егда же приспѣяше зима и мрази лютии, и сьтояше вь прабошняхъ, вь черевьихъ и вь протоптаныхъ, яко примѣрьзняше нози его кь камени, и не двигняше ногами, дондеже отпояху заутренюю».

## Метод изготовления

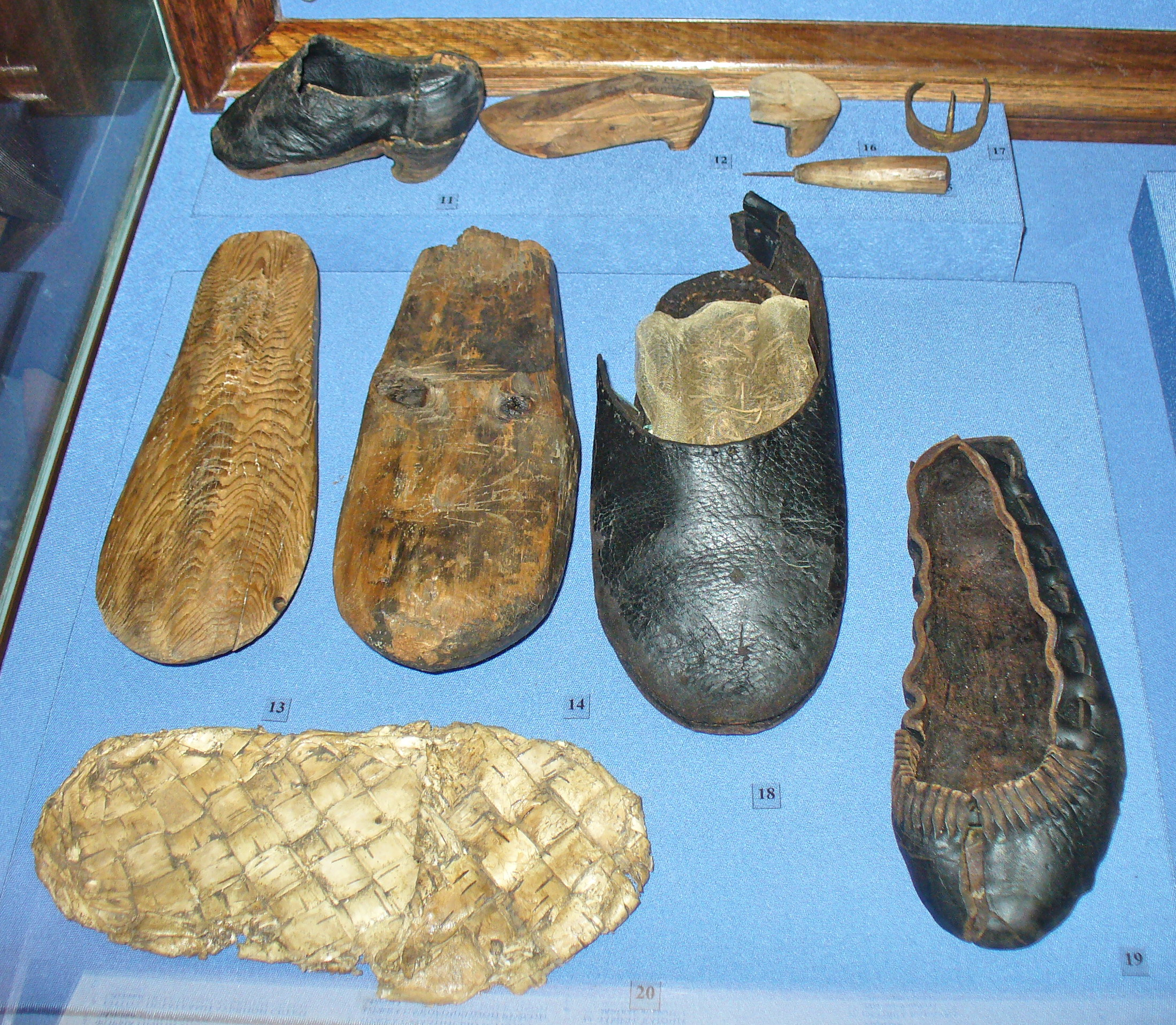
Находки обуви из Мангазеи, справа — поршень XVII века.

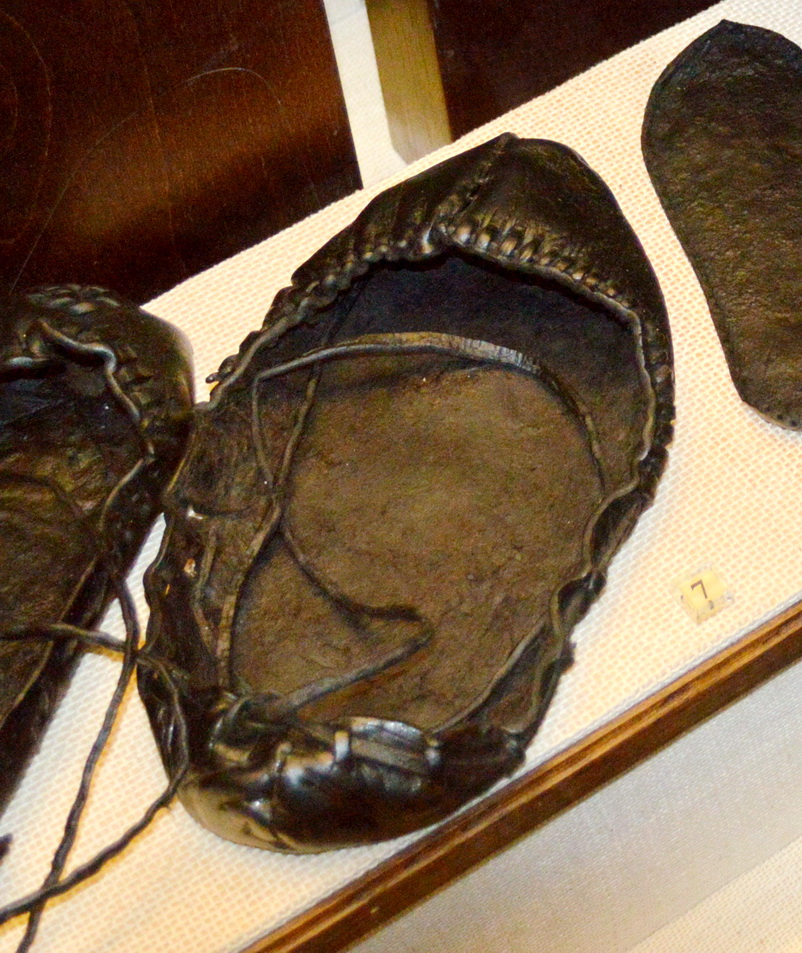
Поршни XII—XIII в., Новгород

В. И. Даль так описывает метод их изготовления: поршни вообще не шьются, а гнутся из одного лоскута сырой кожи или шкуры (с шерстью), на вздёржке, очкуре, ременной оборе; обычно поршни из конины, лучшие из свиной шкуры, есть и тюленьи и прочие: их более. носят летом, налегке, или на покосе, где трава резуча, а рыбаки обувают их и сверх бахил. Зовут поршнями и обувь из опорков сапожных, или берестяники, шелюжники (лапти), даже кенги, плетения из суконных покромок.
По результатам археологических исследований в Новгороде, С. А. Изюмовой было выделено три типа поршней: простые, ажурные и составные. Простые шились из прямоугольного куска кожи толщиной 2—2,5 мм, края которого загибались кверху и сшивались. С боков в верхней части делались прорези для кожаного ремешка, с помощью которого поршень и крепился к ноге. Длина этого ремешка достигала одного метра. Ажурные поршни отличались тем, что на их верхней передней части было несколько рядов прорезей, в которые заплетался ремешок. Составные поршни изготовлялись из более толстой кожи, к основе пришивался ещё треугольный кусок кожи.
Ранние археологические находки поршней в Новгороде датируются концом X — началом XI века. Аналогичная обувь имела хождение и в Европе — в частности, известны находки, датируемые X веком, происходящие из гробницы близ Оберфлахта в Швабии.
Поршни делались не только из дублёной, но нередко — из сыромятной кожи. По Пермской летописи Шишонко известен указ архиепископа Вологодского и Пермского: «Чтобы священникам сырых (сыромятных) коровьих поршней не носити… Они ходят в таких скверных обущах во святилище и бескровную жертву приносят; того ради Бог гневаетца, казнить пожары, и погуби бывают».
Эта обувь использовалась в России вплоть до начала XX века. Энциклопедический словарь Брокгауза и Ефрона сообщает следующее: Поршни — обувь в виде лаптя, делаемая из одного куска кожи, сшиваемого сыромятным ремнём. К поршням, употребляемым охотниками, пришиваются иногда нетолстая подошва и самые низкие каблуки; такие поршни надеваются, обыкновенно, на длинные шерстяные чулки.

## Поговорки
- Все люди как люди, а мой муж как поршень.
- Как чёрт в поршнях (о неуклюжем человеке).
- Он в поршнях родился (грубый мужик).
- Переобули его (переобулся) из поршней в лапти.
- Поршнями медведя не испугаешь: сам космат.
- У тебя голова-то поршень поршнем (всклокочена)[8].